# Oshi no Ko
Oshi no Ko (【推しの子】 lit. Mi chica idol favorita?) es una serie de manga japonés escrita por Akasaka Aka e ilustrada por Mengo Yokoyari. La trama sigue a un médico y su paciente recientemente fallecidos que renacieron como gemelos de una famosa idol de pop japonés, los cuales navegan por los altibajos de la industria del entretenimiento del país a medida que crecen juntos a lo largo de sus vidas.
La serialización se llevó a cabo en la revista Shūkan Young Jump de Shūeisha desde el 23 de abril de 2020 hasta el 14 de noviembre de 2024, con sus capítulos recopilados hasta el momento en dieciséis volúmenes tankōbon. Una adaptación a serie de televisión anime producida por el estudio Doga Kobo se estrenó el 12 de abril de 2023. Una segunda temporada se estrenó el 3 de julio de 2024.

## Argumento
El ginecólogo-obstetra Gorou Amamiya tiene la tarea de ayudar a traer al mundo a los hijos de Ai Hoshino, una famosa idol pop al que admira, sin el conocimiento del público en general. Sin embargo, la noche del parto de Ai, Gorou es asesinado por un fan obsesivo de Ai llamado Ryōsuke y se reencarna como Aquamarine "Aqua" Hoshino, el hijo de Ai, conservando sus recuerdos de su vida anterior. Sin que él lo sepa, la hermana gemela fraterna de Aqua, Ruby Hoshino, es la reencarnación de Sarina Tendōji, una de las pacientes de Gorou que era fan de Ai. Cuatro años después, Ai es asesinada por Ryōsuke, quien luego se suicida, pero Aqua deduce que el asesino puede haber tenido a su padre y al de Ruby como cómplice y decide infiltrarse en la industria del entretenimiento para encontrarlo y matarlo.
Doce años después, Aqua y Ruby se han convertido en estudiantes de secundaria y han sido adoptados por Ichigo y Miyako Saito, los dueños de la agencia de talentos de Ai, Strawberry Productions. Ruby sueña con convertirse en una cantante idol y se convierte en empleada de la agencia de su familia. Ella forma un grupo de idols con la actriz Kana Arima y la YouTuber Mem-cho, llamado "B-Komachi" en honor al antiguo grupo de Ai, mientras que Aqua regresa a la actuación. Tanto Aqua como Ruby comienzan a construir sus carreras en el entretenimiento, con Aqua usando su nueva amistad con la actriz Akane Kurokawa como un medio para localizar a su padre.
Durante una producción teatral, Aqua descubre que comparte el mismo padre con su coprotagonista, Taiki Himekawa, y que se había suicidado antes del asesinato de Ai. Sin embargo, Aqua se entera a través de Akane de que su padre puede ser el actor Hikaru Kamiki, que todavía está vivo. Al mismo tiempo, durante el rodaje del video musical de B-Komachi, Ruby encuentra el cadáver de Gorou y se entera del culpable detrás de su asesinato y el de Ai. Ambos incidentes alimentan los rencores de Aqua y Ruby respectivamente y los motivan a encontrar a su padre. Sin embargo, a medida que ambos se vuelven cada vez más manipuladoras, Aqua y Ruby se encuentran en desacuerdo a lo largo de sus intentos de comunicarse con su padre, y finalmente pierden la confianza mutua después de que Aqua filtra su conexión con Ai a los medios.
Con la ayuda de Taishi Gotanda, Aqua crea un guion para una película autobiográfica basada en Ai, titulada 15 Years of Lies, con la esperanza de llamar la atención de Hikaru. Ruby consigue de forma agresiva y exitosa el papel protagonista. También se ve obligada a enfrentarse a su pasado cuando su madre de su vida anterior acaba siendo una de las patrocinadoras de la película, pero esto hace que ella y Aqua se den cuenta de la verdadera encarnación del otro. Tras el debut de la película, Aqua finalmente entra en contacto con Hikaru, quien admite que había utilizado a Ai como soporte emocional y, en un ataque de desesperación, envió a Ryōsuke tras ella después de que ella lo dejara. Aqua le muestra el mensaje final de Ai: dejó a Hikaru con la esperanza de que él llegara a amarse a sí mismo y que ella esperaba llegar a amarlo con el tiempo. Hikaru le dice a Aqua que tiene la intención de entregarse; en cambio, manipula a Nino, una exmiembro del B-Komachi de Ai, para que intente matar a Ruby. Ichigo y Akane frustran este plan. Aqua se enfrenta a Hikaru, quien revela que desea inmortalizar la belleza de Ai matando a cualquiera que pueda superarla. Creyendo que Ruby nunca estará a salvo mientras Hikaru viva, Aqua organiza una pelea e intenta un asesinato-suicidio con Hikaru arrojándolo a él y a sí mismo por un acantilado. Después, los crímenes de Hikaru se exponen al público y sus cómplices son arrestados mientras se estrena la película en memoria de Aqua, con los amigos de Aqua tratando de hacer frente a su pérdida y encontrar nuevos significados en sus vidas. Mientras tanto, Ruby, que se ha convertido en la misma ídol que su madre, actúa en un concierto de homenaje. Pero aunque se ve obligada a ocultar su dolor y trauma detrás de mentiras y sonrisas para inspirar a otros como Ai, todavía está feliz con su carrera de ídol, agradeciendo a su difunta madre y hermano por iluminar su camino y pidiéndoles que la cuiden.

## Personajes
Aquamarine Hoshino (星野 愛久愛海 Hoshino Akuamarin?) / Gorō Amamiya (雨宮 吾郎 Amamiya Gorō?)
Seiyū: Takeo Ōtsuka (Aqua adolescente), Yumi Uchiyama (Aqua niño),  Kento Itō (Gorō)
Acción real: Kaito Sakurai (Aqua adolescente), Haru Iwakawa (Aqua niño), Ryō Narita (Gorō)
Doblaje (España): Gago Montesinos (Aqua adolescente), Numa Paredes (Aqua niño)
Es el protagonista principal titular de la serie. Fue conocido como Goro en su vida pasada, un médico que trataba a pacientes, en la especialidad de obstetricia. Desarrolló una obsesión por las idols (específicamente por Ai Hoshino, una idol del difunto grupo B-Komachi) después de encontrarse con Sarina, una de sus pacientes que tenía esa misma obsesión. Se reencarnó junto con su hermana gemela Ruby, antes conocida como Sarina, y ahora es hijo de Ai Hoshino. En su nueva vida, tras la muerte de su madre, juró que haría cualquier cosa para encontrar a quien estuviera detrás de su muerte; implacable en su objetivo, a diferencia de su hermana. Muchas de sus acciones están impulsadas por esta misma ambición. Está dispuesto a hacer cualquier cosa para acercarse a la verdad. Teoriza que su padre está en la industria del entretenimiento y sospecha que puede ser responsable de dar información sobre el paradero de Hoshino, lo que lo lleva a seguir una carrera en la actuación para encontrarlo, vengar a su madre y asesinar a su padre. Se da por vencido momentáneamente en su búsqueda cuando se descubre que su principal sospechoso ya está muerto, lo que le permite vivir una vida normal. Sin embargo, su venganza regresa, más fuerte que nunca, una vez que se da cuenta de que apuntó a la persona equivocada y, al encontrar a su verdadero padre llamado Hikaru Kamiki, trama un complot para exponer sus crímenes. Tras revelar que él y Ruby son hijos de Ai, Aqua crea un guion para una película autobiográfica basada en Ai, titulada 15 Years of Lies, con la esperanza de llamar la atención de Hikaru. Al encontrarse con su padre, Aqua le muestra el mensaje final de Ai, lo que hace que Hikaru decidiera entregarse a la policía. Sin embargo, al descubrir que todo fue una mentira y que Hikaru pretende matar a Ruby para inmortalizar a Ai como la idol n° 1, Aqua crea un asesinato-suicidio con Hikaru arrojándolo a él y a sí mismo por un acantilado. En sus últimos momentos de vida, Aqua comprende que su propósito de haber reencarnado es cuidar y proteger a Ruby para que ella pudiera cumplir su sueño.
Ruby Hoshino (星野 瑠美衣 Hoshino Rubii?) / Sarina Tendōji (天童寺 さりな Tendōji Sarina?)
Seiyū: Yurie Igoma (Ruby), Tomoyo Takayanagi (Sarina)
Acción real: Nagisa Saitō (Ruby adolescente), Yuna Saitō (Ruby niña), Kurumi Inagaki (Sarina)
Doblaje (España): por confirmar
Fue conocida como Sarina en su vida pasada; una paciente con una enfermedad terminal que se obsesionó con las idols y que fue tratada por Goro durante sus últimos meses de vida, tiempo durante el cual desarrolló un afecto especial hacía él. Ella, junto con su hermano gemelo Aqua (en quién reencarnó Goro), es hija de la ex (ahora difunta) miembro de B-Komachi, Ai Hoshino. Inspirada por la línea de trabajo de su madre, desea convertirse en una idol como ella, solo si su hermano no la ha sobreprotegido desde que murió su madre. Actualmente está trabajando con Strawberry Productions para revivir a B-Komachi y poder cumplir sus sueños junto con el apoyo de sus amigos. Más tarde sufre un gran cambio al enterarse de que Goro fue asesinado por el mismo individuo que asesinó a su madre, lo que la llevó a recurrir a métodos desagradables para alcanzar rápidamente la fama y descubrir al culpable. Sin embargo, finalmente renuncia a vengarse al enterarse de que Aqua era Goro y su relación entre hermanos mejora. Más adelante, ella protagoniza la película 15 Years of Lies interpretando a su madre Ai. Al final de la historia, se recupera gradualmente de la muerte de su hermano y se convierte en una ídol motivadora para sus fans. Sin embargo, la última escena del manga implica que Ruby ha seguido esencialmente el camino de su madre, convirtiéndose en una persona emocionalmente dañada y sufriente que lo oculta bajo la apariencia de mentiras sobre la felicidad y la diversión, motivando e inspirando así a sus fans.
Kana Arima (有馬 かな Arima Kana?)
Seiyū: Megumi Han
Acción real: Nanoka Hara (Kana adolescente), Yuzuna Nagase (Kana niña)
Doblaje (España): Gracia Comitre
Era una niña prodigio y actriz, amiga de Aqua y Ruby, y la idol principal de la revivida B-Komachi. Antes de esto, solía ser una figura popular en la industria del entretenimiento, una que siempre se robó el show con su talento. Sin embargo, debido a esto, comenzó a conseguir menos trabajos y su destino finalmente se selló a medida que crecía. Parece estar enamorada de Aqua y todavía luchando por triunfar en la industria de la actuación, Ruby convence a Kana para que se una a su grupo de ídols, B-Komachi. Kana se une y se convierte en el centro del grupo. Después de 2 años como miembro de B-Komachi, Kana deja el grupo para retomar su carrera de actriz. Más tarde, ella participa en la película 15 Years of Lies interpretando a Niino Fuyuko, una de las integrantes del antiguo B-Komachi. También siente un odio profundo y ardiente por su rival Akane, que se originó en su infancia, cuando Akane una vez la idolatraba. Kana queda completamente devastada ante la muerte de Aqua y asiste a su funeral, donde lamenta no haberle confesado su amor mientras lloraba desconsoladamente. Al final de la historia, Kana continúa su trabajo como actriz mientras apoya a Ruby como ídol.
Akane Kurokawa (黒川 あかね Kurokawa Akane?)
Seiyū: Manaka Iwami
Acción real: Mizuki Kayashima
Doblaje (España): por confirmar
Akane es una actriz de teatro que se inscribe en un reality show de citas para adolescentes, My Love with a Star Begins Now ( LoveNow ), donde conoce a Aqua. Durante el espectáculo, Akane era un personaje pasado por alto que quería dar a conocer su presencia para promover la Compañía Teatral Lalalie a la que está afiliada. En un episodio de LoveNow, accidentalmente araña a otro personaje femenino en la cara. Los espectadores del programa arremetieron contra ella y comenzaron a insultarla en las redes sociales con amenazas de muerte. Después de leer las amenazas de muerte, se iba a suicidarse, pero Aqua la detiene después de lograr que se calme. Cerca del final del programa, su imagen mejora debido a los esfuerzos del resto del elenco y Aqua la besa durante el último episodio. La pareja decide permanecer junta después del espectáculo para mantener las apariencias y Akane luego se enamora genuinamente de Aqua. Su enfoque de la actuación escénica la lleva a investigar los personajes que interpreta e inferir mucho sobre sus motivaciones y características, al igual que el método de actuación. Varios meses después de su relación, descubre los planes de Aqua para vengar a su madre y promete apoyarlo en todo lo que pueda. Sin embargo, Aqua rompe con ella poco después por su propia seguridad. Cuando Aqua entra en la fase final de su plan de venganza contra su padre a través de la película biográfica de Ai, ella promete evitar que se tropiece con la oscuridad de su personalidad de forma permanente.
MEM-cho (MEMちょ MEM-cho?)
Seiyū: Rumi Ōkubo
Acción real: Ano
Doblaje (España): Numa Paredes
Es una Youtuber y ex Tik-Toker que participó en el reality show de citas "My Love with a Star Begins Now" o "LoveNow". Ella era una niña que se esforzó por convertirse en una idol a una edad temprana, pero debido a su situación familiar, hizo sacrificios que finalmente terminaron con su edad demasiado grande para convertirse en uno. Después de que LoveNow terminó, Aqua (uno de sus participantes) le presentó al revivido grupo B-Komachi. Ahora, trabaja como influencer para el grupo y uno de sus tres miembros actuales.
Ai Hoshino (星野 アイ Hoshino Ai?)
Seiyū: Rie Takahashi
Acción real: Asuka Saitō
Doblaje (España): Gema Abad
Era la idol principal del ahora desaparecido B-Komachi, un grupo de idols afiliado a Strawberry Productions. Antes de su trabajo como idol, ella era una chica problemática que no tenía profesionalismo y no intentaba encajar. Con la ayuda de Masaya Kaburagi, pudo ingresar a la Compañía Teatral Lalalie, y desde allí, se enamoró y comenzó a prestar atención a sí misma. Se transformó en la famosa idol que era y su vida dio un giro cuando, durante un tiempo indeterminado, quedó embarazada de gemelos. No queriendo malgastar su reputación, ella y su equipo deciden ocultar este hecho; tener que desempeñar el papel de idol y madre. Sin embargo, un seguidor suyo llamado Ryōsuke (el cual fue el mismo quien mató a Goro años atrás) se entera del secreto (al parecer a causa de una filtración de información del padre biológico de Aqua y Ruby) y la mata por "traicionar a sus fanáticos". Su vida y su muerte se convirtieron en una fuente de motivación para sus hijos (anteriormente sus fanes antes de reencarnarse); posiblemente convirtiéndola en un personaje muy importante. Su hija Ruby, quiere convertirse en una idol como ella y su hijo Aqua, que no quiere hacer nada más que descubrir quién estuvo detrás de la muerte de su madre haciendo todos los medios necesarios.
Ichigo Saitō (斎藤 壱護 Saitō Ichigo?)
Seiyū: Hisao Egawa
Acción real: Kotarō Yoshida
Doblaje (España): David Flores
Es el esposo de Miyako y padre adoptivo de Aqua y Ruby. Es presidente de Strawberry Productions y fue el que convirtió a Ai en una idol. Después de la trágica muerte de Ai, Ichigo deja la agencia y desaparece sin dar ninguna señal de vida. Años después se reencuentra con Aqua explicando que ha estado investigando por su cuenta para encontrar al culpable del asesinato de Ai y se vuelve su principal aliado en su venganza.
Miyako Saitō (斎藤 ミヤコ Saitō Miyako?)
Seiyū: Lynn
Acción real: Kana Kurashina
Doblaje (España): Mercedes Hoyos
La esposa de Ichigo y madre adoptiva de Aqua y Ruby. Originalmente era una mujer ambiciosa y superficial que solo se casó con el dueño de la compañía para poder estar más cerca de hombres jóvenes y atractivos y odiaba ser la cuidadora de los mellizos, sin embargo, con el tiempo se encariña con ambos al punto de considerarlos sus propios hijos y tras la muerte de Ai los acoge y se vuelve su madre adoptiva. Tras la repentina desaparición de su esposo, Miyako se ha hecho cargo de Strawberry Productions  y se las ha arreglado para mantener en pie a la compañía.
Taishi Gotanda (五反田 泰志 Gotanda Taishi?)
Seiyū: Yasuyuki Kase
Acción real: Nobuaki Kaneko
Doblaje (España): Andreu López
El jefe de Aqua. Aqua conoció a Taishi a la edad de 4 años cuando Ai lo llevó al estudio. Taishi habló con él y notó su forma extrañamente madura de hablar, por lo que le ofreció a Aqua actuar en sus películas, pero fue cerrado. Más tarde, Aqua aceptó su oferta a cambio de que le diera un trabajo a Ai. Después de la muerte de Ai, Aqua le pidió a Taishi que lo criara y trabajara como su asistente. Actualmente trabaja como asistente de Taishi detrás de escena.
Hikaru Kamiki (神木 ひかる Kamiki Hikaru?)
Seiyū: Mamoru Miyano
El padre de Aqua y Ruby, exnovio de Ai Hoshino y principal antagonista. Fue abusado sexualmente por una actriz llamada Airi Himekawa cuando era un niño de 11 años (lo que hace que Airi tuviera al otro hijo de Hikaru, Taiki). A los 15 años, conoce a Ai en Lalalie Theatrical Company, donde enseñaba como exalumno, y los dos comenzaron una breve relación que resultó en el embarazo de ella con los gemelos. Esto lleva a pensar que Ai lo usó y abandonó a Hikaru para sus ganancias personales y comenzaría una venganza contra ella, trabajando con Ryosuke y Nino para destrozar su vida. Aunque inicialmente envió a Ryosuke con Ai, lo que conduciría a su asesinato, originalmente tiene la intención de asustarla con la intención de compartir su dolor y sufrimiento cuando ella lo dejó, por lo tanto, no esperaba las intenciones de Ryosuke. Aqua sospecha que Hikaru reclutó a la exmiembro de B-Komachi, Fuyuko Niino, que estaba obsesionada con Ai para cometer su asesinato y han estado involucrados en numerosos asesinatos orquestados de otras actrices, ya que tanto Hikaru como Nino no quieren que nadie pueda eclipsar a Ai. Akane lo identifica a través de pistas obtenidas de Aqua y su propia investigación sobre Ai y después de que ella se encuentra con él en una ceremonia de premiación cinematográfica, lo que lleva a Aqua a seguir adelante con su plan de venganza. Una vez que Hikaru descubre por Aqua que Ai todavía lo ama, tan pronto como se ama a sí mismo, finalmente se arrepiente de sus acciones y decide expiar sus crímenes, con un plan para entregarse a la policía. Sin embargo, todo era una mentira, ya que engañó a Nino para que matara a su propia hija, Ruby. No obstante, su plan fracasó cuando Aqua y sus amigos se dieron cuenta de sus mentiras y lograron asegurar a Ruby, con Aqua confrontando a su padre después de darse cuenta de que no tiene redención, lo que lo llevó a organizar un asesinato-suicidio y matarlo, poniendo así fin a su ola de asesinatos a costa de su propia vida.
Nino (ニノ Nino?)
Su nombre real es Fuyuko Niino (新野冬子,Niino Fuyuko). Fue una de las fundadoras originales del grupo B-Komachi junto a Takamine, Watanabe y Ai Hoshino. Nino solía ser una cabeza hueca que a menudo no se daba cuenta cuando hacía algo mal y otros, particularmente Takamine, le daban órdenes regularmente. Sin embargo, a medida que comenzó a perder popularidad frente a Ai, Nino sintió celos hacia ella e incluso la maldijo por eclipsarla. Después de la muerte de Ai, Nino se arrepintió mucho de cómo permitió que sus celos destrozaran su relación, lo que la llevó a desarrollar una obsesión enfermiza hacia la ahora legendaria idol, a tal punto de planear los asesinatos de diversas actrices para asegurarse de que ninguna supere a Ai con la ayuda de Hikaru. Luego de su intento fallido de asesinar a Ruby, Niino es arrestada, donde confiesa que fue novia de Ryosuke y que aparte de ellos, hubo más personas que fueron manipuladas por Hikaru para que asesinaran a otras actrices. Así mismo, confesó que fue cómplice de Ryosuke en la muerte de Goro Amamiya y empujó a su muerte a la actriz Yura Katayose.
Ryōsuke (リョースケ Ryōsuke?)
Seiyū: Atsushi Tamaru
Un estudiante universitario que era un fanático obsesivo de Ai Hoshino. Después de enterarse por medio de Hikaru de que Ai Hoshino estaba embarazada, Ryosuke se enfureció y fue al hospital donde se encontraba. Obteniendo sospechas de su médico, Goro, comenzó una persecución entre los dos, que terminó con Ryōsuke quitándole la vida a Goro. Después de unos años, Ryosuke aprendería de la misma persona la dirección del nuevo apartamento de Ai. Ocultando un cuchillo dentro de un ramo de rosas blancas, Ryosuke fue al apartamento y apuñaló fatalmente a Ai en su casa. Cuando Ryōsuke comenzó a arremeter contra Ai que sangraba, ella le dijo débilmente que quería amar a sus fanes, incluso recordando su nombre y la arena de estrellas que le había regalado. Al escuchar esas palabras, Ryōsuke huyó horrorizado y angustiado, dejando que Ai muriera a causa de sus heridas. Luego se reveló que Ryōsuke se había suicidado poco después. Debido a que Ryōsuke ya estaba muerto, la investigación que giraba en torno al asesinato de Ai terminó instantáneamente. Más adelante se revela que Ryosuke estuvo saliendo con Nino y ambos habían sido manipulados por Hikaru para su ola de asesinatos.
Airi Himekawa (姫川あいり Himekawa Airi?)
Fue una actriz de éxito en su día además de ser la esposa de Seijūrō y la madre de Taiki. En algún momento, abusó sexualmente del aspirante a actor Hikaru, que en ese momento solo tenía 11 años, lo que resultó en el nacimiento de Taiki Himekawa. Sin embargo, Seijūrō se enteró de su secreto, lo que posteriormente le rompió el corazón y lo llevó a matarla antes de suicidarse. Akane cree que Hikaru fue quien le contó sobre el verdadero linaje de Taiki para que la mataran sin dejar evidencia incriminatoria.
Yura Katayose (片寄ゆら Katayose Yura?)
Seiyū: Ikumi Hasegawa
Fue una actriz popular, considerada la mejor de Japón. En contraste con su alegre imagen pública, Yura era propensa a maldecir en privado para desahogar el estrés de su trabajo. Esto la llevó a hacer senderismo en las montañas del campo para aliviar su estrés laboral. En algún momento, conoció a Hikaru Kamiki y se convirtieron en compañeros de tragos. Más tarde Yura es asesinada por uno de los cómplices de Hikaru siendo empujada desde una montaña mientras ella caminaba por el campo, lo que hizo que su muerte pareciera un accidente. Tiempo después se revela que Nino fue la responsable de la muerte de Yura.
Frill Shiranui (不知火フリル Shiranui Furiru?)
Seiyū: Asami Seto
Es estudiante del Yoto High School's Performing Art Programs y compañera de clases de Ruby. Es una artista con múltiples talentos que puede cantar, bailar y actuar. Frill parece ser una chica distante de pocas palabras y está atenta a las carreras de los demás, reconoce rápidamente a Minami y Aqua, y recuerda sus trabajos anteriores cuando los conoce por primera vez. Frill es la hermana menor de Koromo Shiranui, personaje del manga Kaguya-sama: Love Is War.
Yoriko Kichijouji (吉祥寺頼子 Kichijōji Yoriko?)
Seiyū: Shizuka Itō
Ella es la mangaka detrás de la popular serie de manga I'll Go With Sweet Today y fue la mentora de Abiko Samejima, la mangaka de Tokyo Blade. También se desempeña como productora del drama de acción en vivo protagonizado por Kana. Sweet Today también ha aparecido en Kaguya-sama: Love Is War, el otro manga de Aka Akasaka.
Minami Kotobuki (寿みなみ Kotobuki Minami?)
Seiyū: Hina Yōmiya
Es estudiante del Yoto High School's Performing Art Programs y compañera de clases de Ruby Hoshino y Frill Shiranui. En la industria del espectáculo, trabaja como gravure idol. Minami es una chica joven con el pelo de color rosa púrpura, que fluye casi por debajo de su hombro y posee un enorme busto. Minami es una chica genuinamente amigable y sociable que se lleva bien con Ruby Hoshino y Frill Shiranui excepto que Minami es más tranquila y sabia que Ruby, pero no menos optimista y alegre. En su presentación a una compañera de primer año, Ruby, habla con acento de Kansai a pesar de que nació en Kanagawa.
Kaguya Shirogane (白銀 かぐや Shirogane Kaguya?)
Conocida anteriormente como Kaguya Shinomiya (四宮かぐや Shinomiya Kaguya?) es la protagonista de Kaguya-sama: Love Is War, el otro manga de Aka Akasaka. Ella aparece en un capítulo extra del manga a modo de cameo donde es fotógrafa de Ruby Hoshino. Considerando que lleva el apellido de Miyuki, se da a entender que los dos se casaron.
Tsukuyomi
Seiyū: Hina Kino
Una misteriosa chica en el bosque que es un ser aparentemente sobrenatural que está consciente de todo lo que sucede en la historia, incluida la reencarnación de Aqua y Ruby. Cuando Aqua renunció momentáneamente a vengar a su madre, inexplicablemente apareció ante Ruby y le reveló la verdad sobre la muerte de su madre y Goro, lo que la llevó a seguir el mismo camino oscuro que su hermano. Finalmente se revela que ella también es una conocida de Aqua desde hace mucho tiempo (ya que en realidad era un cuervo herido que fue rescatado y cuidado por Gorou y Sarina hasta que falleció), y luego él la persuade para que lo ayude en su plan de venganza.
Taiki Himekawa (姫川 大輝 Himekawa Taiki?)
Seiyū: Kōki Uchiyama
Es un actor de teatro galardonado afiliado a Lalalie Theatrical Company, visto por primera vez como la estrella principal de la producción teatral de Tokyo Blade. Más tarde se revela que él también es el medio hermano mayor de Aqua y Ruby, concebido cuando su madre engañó a su padre legal con Hikaru. Sin embargo, él mismo desconoce que es producto de una aventura. Después de descubrir la verdad, la relación de Taiki y Aqua ha crecido a medida que comienzan a actuar como hermanos típicos con Taiki llamando a Aqua hermanito, sabiendo que eso molestaría a Aqua. Posteriormente, es contratado para actuar en la película 15 Years of Life interpretando a su padre Seijuro Uehara. Al enterarse de la muerte de Aqua, Taiki quedó devastado mientras asistía al funeral de su medio hermano.
Abiko Samejima (鮫島アビ子 Samejima Abiko?)
Seiyū: Ayane Sakura
Ella es la mangaka detrás de la popular serie de manga Tokyo Blade. Solía ser asistente de Yoriko Kichijouji, la mangaka detrás de I'll Go With Sweet Today. Es muy introvertida, ya que no suele hablar con sus colegas como asistente.

## Desarrollo

### Escritura
Aka Akasaka consideró escribir una historia sobre la reencarnación como hijo de una idol, una broma muy conocida en Japón que se usa a menudo después de que se revela la noticia del matrimonio de una idol. Más tarde, comenzó a escuchar quejas sobre la industria del entretenimiento a través de streamers y a trabajar en la adaptación cinematográfica de acción real de su manga anterior Kaguya-sama: Love Is War. Decidió que era el momento adecuado para crear una historia sobre la industria del entretenimiento y utilizó su idea anterior. Cuando empezó a escribir, Akasaka ya había decidido las tramas del primer y último acto. El manga sobre la industria del entretenimiento normalmente se centra en formas tradicionales de entretenimiento, como películas, dramas y obras de teatro. Sin embargo, la industria experimentó un cambio significativo con el auge de Internet. Por lo tanto, Akasaka decidió incluir temas más contemporáneos en el manga.
Akasaka realizó una extensa investigación sobre la industria del entretenimiento japonesa mientras escribía Oshi no Ko. Habló con muchos tipos diferentes de artistas, desde idols hasta gerentes y youtubers. En una entrevista con Anime News Network, destacó las muchas diferencias entre la industria en Japón y Estados Unidos, como la falta de sindicatos. Se inspiró para retratar el mundo de los ídolos bajo una luz oscura después de hacerse amigo de una artista que fue atacada por un fan. Aunque el artista parecía "difícil", le confesaron que estaban gravemente heridos emocionalmente por este encuentro, lo que llevó a Akasaka a darse cuenta de que los artistas ocultaban sus verdaderos sentimientos por el bien de sus carreras y sus fans. Akasaka dijo: "Quiero que la gente sepa cómo se lastima, explota y sufre a los jóvenes talentos. Creo que este trabajo también plantea la pregunta de cómo la gente debería tratar a esos talentos".
Muchas de las historias de Oshi no Ko se basan en hechos de la vida real. Akasaka declaró que consideraba que su estilo de escritura fundamental era el de Oshi no Ko y que la comedia en Kaguya-sama: Love Is War se originó como una solicitud del departamento editorial. Sin embargo, incluyó un humor similar en el manga para que fuera más fácil de leer. Al escribir, Akasaka a veces se encariñó con ciertos personajes y les dio papeles más importantes en la trama, como en el caso de Mem-cho.

### Arte
Cuando a Akasaka se le ocurrió el concepto de Oshi no Ko, inmediatamente contactó al artista Mengo Yokoyari, ya que Yokoyari ya se había ocupado de la industria del entretenimiento en su one-shot Kawaii. Los dos se conocían desde hacía mucho tiempo pero nunca habían trabajado juntos. A la hora de diseñar personajes, Akasaka suele enviar un boceto al responsable de los storyboards. A veces permitía que Yokoyari dibujara los diseños como quisiera. La única vez que cambiaron el diseño de un personaje fue cuando uno de los personajes se parecía demasiado a la persona de la vida real que seguía el modelo.

## Contenido de la obra

### Manga
Oshi no Ko está escrito por Aka Akasaka e ilustrado por Mengo Yokoyari. Se ha serializado en la revista semanal Shūkan Young Jump de Shūeisha desde el 23 de abril de 2020 hasta el 14 de noviembre de 2024. Shūeisha ha recopilado sus capítulos en volúmenes de tankōbon individuales. El primer volumen se publicó el 17 de julio de 2020, y hasta el momento se han publicado dieciséis volúmenes.
En abril de 2022, Shūeisha comenzó a publicar la serie en inglés en el sitio web y la aplicación móvil Manga Plus. La serie ha sido licenciada en Indonesia por M&C!, en Francia por Kurokawa, en Italia por Edizioni BD y en España por Editorial Ivrea.
| Volúmenes de manga publicados | Volúmenes de manga publicados | Volúmenes de manga publicados | Volúmenes de manga publicados | Volúmenes de manga publicados |
| Número                        | Fecha de publicación          | ISBN                          | Fecha de publicación          | ISBN                          |
| ----------------------------- | ----------------------------- | ----------------------------- | ----------------------------- | ----------------------------- |
| 1                             | 17 de julio de 2020           | ISBN 978-4-08-891650-7        | 3 de febrero de 2022          | ISBN 978-84-19185-14-3        |
| 2                             | 16 de octubre de 2020         | ISBN 978-4-08-891717-7        | 16 de febrero de 2022         | ISBN 978-84-19185-67-9        |
| 3                             | 19 de febrero de 2021         | ISBN 978-4-08-891801-3        | 3 de mayo de 2022             | ISBN 978-84-19306-80-7        |
| 4                             | 19 de mayo de 2021            | ISBN 978-4-08-891872-3        | 6 de septiembre de 2022       | ISBN 978-84-19451-74-3        |
| 5                             | 18 de agosto de 2021          | ISBN 978-4-08-892056-6        | 3 de noviembre de 2022        | ISBN 978-84-19600-02-8        |
| 6                             | 19 de noviembre de 2021       | ISBN 978-4-08-892135-8        | 25 de enero de 2023           | ISBN 978-84-19673-64-0        |
| 7                             | 18 de febrero de 2022         | ISBN 978-4-08-892224-9        | 17 de marzo de 2023           | ISBN 978-84-19730-71-8        |
| 8                             | 17 de junio de 2022           | ISBN 978-4-08-892363-5        | 4 de mayo de 2023             | ISBN 978-84-19869-15-9        |
| 9                             | 19 de octubre de 2022         | ISBN 978-4-08-892429-8        | 14 de septiembre de 2023      | ISBN 978-84-10007-50-5        |
| 10                            | 19 de enero de 2023           | ISBN 978-4-08-892535-6        | 11 de octubre de 2023         | ISBN 978-84-10061-05-7        |
| 11                            | 17 de marzo de 2023           | ISBN 978-4-08-892630-8        | 5 de diciembre de 2023        | ISBN 978-84-10113-56-5        |
| 12                            | 19 de julio de 2023           | ISBN 978-4-08-892780-0        | 25 de enero de 2024           | ISBN 978-84-10153-01-1        |
| 13                            | 17 de noviembre de 2023       | ISBN 978-4-08-893002-2        | 4 de abril de 2024            | ISBN 978-84-10258-25-9        |
| 14                            | 18 de abril de 2024           | ISBN 978-4-08-893172-2        | 4 de julio de 2024            | ISBN 978-84-10388-22-2        |
| 15                            | 18 de julio de 2024           | ISBN 978-4-08-893172-2        | 24 de octubre de 2024         | ISBN 979-13-87500-28-3        |
| 16                            | 18 de diciembre de 2024       | ISBN 978-4-08-893474-7        | —                             | —                             |

### Anime
Se anunció una adaptación al anime en junio de 2022. La serie es producida por el estudio Doga Kobo y dirigida por Daisuke Hiramaki y Chao Nekotomi como director asistente, con guiones escritos por Jin Tanaka y diseños de personajes a cargo de Kanna Hirayama. Se estrenó el 12 de abril de 2023 en Tokyo MX y otros canales. Una versión extendida de 90 minutos del primer episodio se proyectó con anticipación en cines seleccionados de Japón el 23 de marzo del mismo año. El tema de apertura es «Idol» (アイドル Aidoru?), interpretado por YOASOBI, mientras que el tema de cierre es «Mephisto» (メフィスト?), interpretado por Queen Bee. Sentai Filmworks obtuvo la licencia de la serie fuera de Asia, y lo transmitió en HIDIVE. AnimeBox obtuvo la licencía de la serie en España.
Tras la emisión del undécimo episodio, se anunció que se había dado luz verde a una segunda temporada. Se estrenó el 3 de julio de 2024.
Una tercera temporada se anunció después de la emisión del decimotercer episodio de la segunda temporada. Se estenará en 2026.
El 5 de junio de 2024, AnimeBox anunció que la serie había recibido un doblaje en español castellano, la cual se estrenó el 5 de junio.

### Novela
Una novela spin-off escrita por Hajime Tanaka, titulada Oshi no Ko: Ichibanoshi no Spica (【推しの子】 ～一番星のスピカ～?), se publicó el 17 de noviembre de 2023.

### Adaptación de acción real
En enero de 2024, se anunció que Oshi no Ko recibiría una adaptación dramática televisiva, distribuida exclusivamente en todo el mundo por Amazon Prime Video en el mismo año, y una adaptación cinematográfica de acción real distribuida por Toei.
La serie se estrenará con ocho episodios el 28 de noviembre de 2024. Cada episodio contará con una canción temática diferente: «Akuma» (アクマ «Devil»?) de My First Story (episodio 1); «Sōsō Fuitsu» (草々不一 «Sincerely Yours»?) de Rokudenashi  (episodio 2); «Orange Juice» de Da-ice (episodio 3); «Past Die Future» de I's (episodio 4); «Ee Gana» (ええがな, «It'll Be Fine»?) de Yabai T-Shirts Yasan (episodio 5); «Ranran Rhapsody» (爛々ラプソディ Ranran Rapusodi?, lit. «Blazing Rhapsody») de Wanima (episodio 6); «Ugoku Ten P» (動く点P «Moving Point P»?) de Wednesday Campanella (episodio 7); y «Revenge» de Umeda Cypher (episodio 8).
La película, titulada Oshi no Ko: The Final Act, será dirigida por Smith mientras que Hana Matsumoto está dirigiendo la serie con Smith, con guiones escritos por Ayako Kitagawa y la banda sonora compuesta por fox capture plan. Está previsto que se estrene el 20 de diciembre de 2024. El tema de cierre de la película es "Shining Song" de B-Komachi.

## Recepción
Para abril de 2021, el manga tenía más de 1 millón de copias en circulación.
Oshi no Ko ocupó el puesto número 11 en Kono Manga ga Sugoi de Takarajimasha en la lista de los mejores manga de 2021 para lectores masculinos; ocupó el puesto número 7 en la lista de 2022. La serie ocupó el puesto número 4 en los «Cómics recomendados por los empleados de la librería nacional de 2021» del sitio web Honya Club. La serie ocupó el puesto número 13 en la lista de «Libro del año» de 2021 de la revista Da Vinci.
Oshi no Ko fue nominado en el 14° Manga Taishō en 2021 y quedó quinto con 59 puntos; fue nominado para la 15° edición en 2022 y quedó octavo con 49 puntos. En agosto de 2021, Oshi no Ko ganó el Next Manga Award en la categoría de manga impreso. El manga fue nominado para el 67° Premio Shōgakukan en la categoría general en 2021, el 26° Premio Cultural Tezuka Osamu en 2022, y el 46° Premio de Manga Kōdansha en la categoría general en 2022.
La serie ocupó el quinto lugar en la quinta encuesta de «Adaptación de anime más buscada» de AnimeJapan en 2022.

## Controversia
El sexto episodio del anime, que muestra al personaje Akane Kurokawa convirtiéndose en blanco de acoso cibernético y posteriormente intentando suicidarse después de protagonizar un episodio controvertido de un programa de televisión de realidad, fue destacado por los críticos por sus paralelismos con el caso similar del suicidio en la vida real Hana Kimura, una luchadora profesional japonesa. Ni Akasaka ni el equipo de producción del anime comentaron sobre la similitud, y algunos espectadores comentaron que los capítulos de manga en los que se basó el episodio se planearon antes del fallecimiento de Hana Kimura, lo que hace que los paralelismos sean coincidentes. No obstante, Kyoko Kimura, la madre de Hana Kimura, criticó el episodio por la similitud y dijo que no aprobaba que los escritores de anime "usaran el caso como material de fuente libre". Kimura afirmó además que sentía que el tema se presentaba sin consideración por las víctimas de ciberacoso de la vida real. El licenciante de idioma inglés de la serie, HIDIVE, agregó un mensaje de aviso al final del episodio proporcionando el número de teléfono de la Línea Nacional de Prevención del Suicidio.